# 1899年卡拉贝尔飓风
1899年卡拉贝尔飓风（英語：1899 Carrabelle hurricane）是1899年大西洋飓风季的第二个热带气旋和第二场飓风，对该国和佛罗里达西北狭长地带构成重大破坏。气旋于1899年7月28日在多明尼加共和国以南海域首度出现，不久后登陆该国阿苏阿省，登陆时的强度达到现代萨菲尔-辛普森飓风等级中的一级飓风标准。7月29日清晨，飓风减弱成热带风暴，不久后就进入大西洋。风暴接下来朝西北偏西移动，强度在24小时内保持不变，于7月30日从佛罗里达州伊斯拉摩拉附近登陆。气旋接下来掠过佛罗里达州西南部，然后进入墨西哥湾。7月31日，风暴开始重新增强，于当天达到飓风标准，再于8月1日清晨达到风力时速155公里的最高强度。数小时后，气旋以最高强度从佛罗里达州阿巴拉契科拉附近登陆，然后在陆地上空迅速减弱，最终于8月2日在阿拉巴马州上空消散。
多明尼加共和国圣多明哥有三艘大型双桅纵帆船失事，一共仅有一名船员生还。该国沿海地区受到“重大”破坏，大部分内陆地区的电报服务中断。佛罗里达州的卡拉贝尔受到沉重打击，全城仅有九幢房屋留存，损失数额约为十万美元。海上至少有57艘船只被毁，损失总额约为37.5万美元，此外尚有13艘木船搁浅。拉纳克的港口和码头有许多船只沉没，市内大量商店和房屋的阁楼受损。柯蒂斯米尔和麦金太尔两座城镇几乎被完全摧毁，圣特里萨也受到风暴重创。佛罗里达州确认共有七人遇难，损失总额至少有100万美元。

## 气象历史
协调世界时7月27日中午12点，伊斯帕尼奥拉岛南岸近海出现“强烈飓风”。不到六小时后，风暴以持续风速每小时130公里强度从多明尼加共和国阿苏阿省登陆，强度在现代萨菲尔-辛普森飓风等级下属一级飓风标准。7月28日清晨，飓风在向西北方向穿越海地北部期间减弱成热带风暴，再于数小时后从和平港附近进入大西洋。接下来24小时里，气旋向西北方向沿古巴北岸平行移动，强度基本保持不变。7月30日上午十点，风暴以风力时速75公里强度登陆佛罗里达州伊斯拉摩拉，经过小幅减弱后又登陆门罗县大陆地区或是在近海经过。7月31日清晨，风暴进入墨西哥湾东部并开始重新强化。
据大西洋飓风数据库记载，气旋于7月31日中午12点重新增强成飓风，再经进一步强化于8月1日清晨达到二级飓风标准。当晚，风暴以风力时速155公里强度从卡拉贝尔和富兰克林县的伊斯特波因特（Eastpoint）之间登陆。相应报导表明气旋规模很小，覆盖范围的直径仅有64公里。风暴向内陆行进约一小时后，一家气象站于8月1日下午18点测得979毫巴（百帕，28.9英寸汞柱）的最低气压。8月2日清晨，飓风弱化成热带风暴，数小时后又进一步消退成热带低气压，并且不久后就在阿拉巴马州南部上空逐渐消散。

## 影响

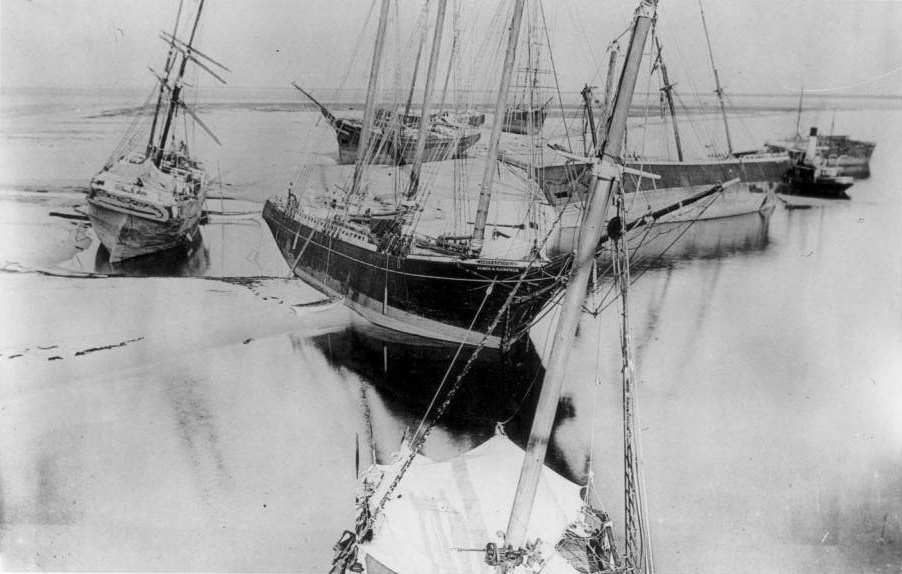
佛罗里达州多格岛的失事船只

新闻报导表明多明尼加共和国于7月28日受到“强烈”飓风袭击。圣多明哥有三艘大型双桅纵帆船失事，所有船员中只有一人生还。该国沿海地区受到“重大”破坏，大部分内陆地区的电报服务中断。
7月30至31日，面对风暴可能造成的威胁，气象机构向佛罗里达州各地气象站发布公告，警告可能会有狂风袭击。为此有约40艘各类船只停留在锡达礁港口，当地官员称，如果没有收到这些警告，许多船员可能就会随船出海而一去不返。

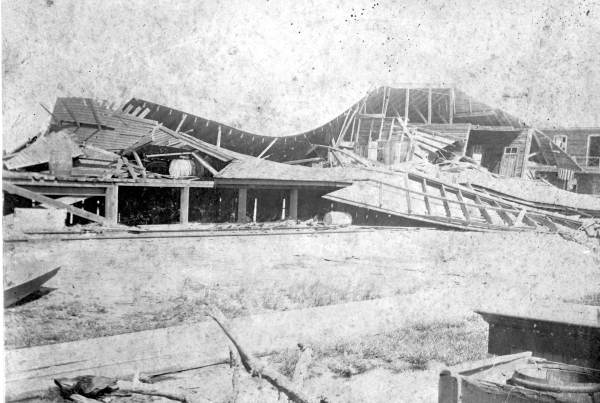
佛罗里达州卡拉贝尔毁于飓风的铁路建筑

风暴来袭后，有报导称这是佛罗里达州相应地区历史上破坏最严重的气旋。全州遭受的损失总额至少有100万美元。卡拉贝尔变得满目疮痍，全城仅有九幢房屋留存，市长称约有200户人家流离失所。《纽约时报》发文称：“卡拉贝尔就像从地图上抹去一般。”该市遭受的损失数额约为十万美元。城内有一名女性因房屋倒塌丧生，另有多人受伤。至少有57艘船只被毁，其中包括14条三桅帆船、40条小舟和三条引航船。船只被毁引起的损失总额约为37.5万美元。8月4日，今查塔胡奇地区居民集会，为卡拉贝尔的灾民筹集善款。此外，有13艘木质船只搁浅，卡拉贝尔、塔拉哈西和乔治亚铁路（Carrabelle, Tallahassee and Georgia Railroad）有48公里长的铁轨被水冲走。一辆客运列车出轨近百米远，许多乘客因此受伤。拉纳克（Lanark）的港口和码头有许多船只倾覆，避暑胜地拉纳克酒店被刮进墨西哥湾，市内大量商店和房屋的阁楼受损。柯蒂斯米尔（Curtis Mill）和麦金太尔（McIntyre）两座城镇几乎被完全摧毁，仅麦金太尔有两间锅炉厂留存，度假城市圣特里萨（St. Teresa）也受到风暴重创。多格岛（Dog Island）有包括“本杰明·克伦威尔号”（Benjamin C. Cromwell）和“詹姆斯·艾布拉姆·加菲尔德号”（James A. Garfield）在内的15艘船只被毁或搁浅，至少15人失踪。经过确认，风暴共导致六人溺毙。